# Репертуар Московского театра оперетты
В настоящей статье в хронологическом порядке приведён список репертуара Московского театра оперетты.
| Легенда                |
| Отечественная оперетта |
| Зарубежная оперетта    |
| Мюзикл                 |
| Балет                  |
| Другое                 |

| С   | Дата                              | Название                                                             | Авторы | Постановка МТО |
| --- | --------------------------------- | -------------------------------------------------------------------- | --- | --- |
| 1   | 24 ноября 1927                    | Игра с Джокером                                                      | Музыка М. Багриновского. Пьеса Г. Холмского. | Постановка Р. Симонова и Г. Ярона. Режиссёр Н. Глан. Дирижёры Ф. Эккерт и С. Орланский. Художник С. Исаков. Балетмейстер Б. Орлов. |
| 1   | 6 декабря 1927                    | Принцесса цирка                                                      | Музыка И. Кальмана. Пьеса Г. Ярона и К. Грекова. | Постановка Г. Ярона. Дирижёр Ф. Эккерт. Художник Е. Соколов. Балетмейстер Б. Орлов. |
| 1   | Декабрь 1927                      | Женихи                                                               | Музыка И. Дунаевского. Пьеса С. Антимонова и Н. Адуева. | Постановка Д. Гутмана. Дирижёры Ф. Эккерт и Э. Энгель. Художник Е. Соколов. Балетмейстер Б. Орлов. |
| 1   | 6 января 1928                     | Сильва                                                               | Музыка И. Кальмана. Пьеса Б. Травского | Постановка Г. Ярона и К. Грекова. Дирижёр Ф. Эккерт. Художник Е. Соколов. Балетмейстер Б. Орлов. |
| 1   | 13 января 1928                    | Баядерка                                                             | Музыка И. Кальмана. Текст в сценической редакции МТО в переводе Г. Ярона, К. Грекова, М. Михайлова.                                                        | Постановка Г. Ярона и К. Грекова. Дирижёр Ф. Эккерт. Художник Е. Соколов. Балетмейстер Б. Орлов. |
| 1   | 11 февраля 1928                   | Чёрный амулет                                                        | Музыка Н. Стрельникова. Пьеса В. Раппопорта и Е. Руссат.                                                                                                   | Постановка И. Лапицкого. Дирижёр Ф. Эккерт. Художник Е. Соколов. Балетмейстер Н. Хлюстина. |
| 1   | Март 1928                         | Марица                                                               | Музыка И. Кальмана. Пьеса Г. Ярона и К. Грекова. | Постановка Г. Ярона и К. Грекова. Художник Е. Соколов. Дирижёр Ф. Эккерт. Балетмейстер Б. Орлов. |
| 1   | Апрель 1928                       | Коломбина                                                            | Музыка А. Рябова. Пьеса В. Ленского. | Постановка Г. Ярона и К. Грекова. Дирижёр Ф. Эккерт. Художник Е. Соколов. Балетмейстер Б. Орлов. |
| 1   | 5 мая 1928                        | Людовик …надцатый                                                    | Музыка Ю. Сахновского. Пьеса А. Алексеева. | Постановка А. Алексеева. Дирижёр Ф. Эккерт. Художник Е. Соколов. Балетмейстеры Н. Хлюстина и Б. Орлов. |
| 1   | 2 июня 1928                       | Роз-Мари                                                             | Музыка Р. Фримля и Г. Стодгардта. Пьеса А. Феона и В. Типота.                                                                                              | Постановка А. Феоны. Дирижёр С. Орланский. Художник А. Федотов. Балетмейстер Г. Шаховская, Н. Глан и Э. Мей. |
| 2   | 8 декабря 1928                    | Луна-парк                                                            | Музыка Н. Стрельникова. Пьеса В. Ардова. | Постановка И. Терентьева. Дирижёр Ф. Эккерт. Художник Н. Шифрин. Балетмейстер Н. Хлюстина. |
| 2   | 2 апреля 1929                     | Ночные пауки                                                         | Музыка В. Оранского. Пьеса Б. Гусмана (по В. Катаеву). | Постановка А. Алексеева. Дирижёр С. Орланский. Художник Е. Соколов. Балетмейстер В. Павлин. |
| 2   | 12 июня 1929                      | Ярмарка невест                                                       | Музыка В. Якоби. Пьеса Г. Ярона. | Постановка Н. Бравина. Дирижёр Ф. Эккерт. Художник Е. Соколов. Балетмейстер Н. Хлюстина. |
| 2   | 20 июня 1929                      | Гейша                                                                | Музыка С. Джонса. Пьеса А. Алексеева. | Постановка А. Алексеева. Дирижёр Ф. Эккерт. Художник Е. Соколова. Балетмейстер Н. Хлюстина. |
| 3   | 29 сентября 1929                  | Полярные страсти                                                     | Музыка И. Дунаевского. Пьеса А. Арго и Я. Галицкого. | Постановка А. Алексеева. Дирижёр С. Орланский. Художник Б. Эрдман. Балетмейстер Н. Хлюстина. |
| 3   | 29 мая 1930                       | Чайхана в горах                                                      | Музыка Н. Стрельникова. Пьеса В. Масса и А. Глоба. | Постановка А. Алексеева. Дирижёр Ф. Эккерт. Художники М. Либаков и И. Мазель. Балетмейстер В. Цаплин. |
| 4   | 18 июня 1931                      | Бокаччио                                                             | Музыка Ф. 3уппе. Пьеса В. Масса и Н. Эрдмана. | Постановка В. Бебутова и Н. Смолича. Дирижёр А. Залевский. Художники И. Беспалов и Е. Бебутова. Балетмейстер Э. Мей. |
| 4   | 15 июля 1931                      | Даже в трикотаже                                                     | Музыка Л. Половинкина. Пьеса В. Типота и Ю. Данцигера. | Постановка Н. Горчакова и И. Донатова. Дирижёр А. Залевский. Художник Б. Волков. Балетмейстеры Э. Мей и З. Злобин. |
| 5   | 15 апреля 1932                    | Девушка из порта                                                     | Музыка Ш. Лекока. Пьеса Е. Стырской и В. Шершеневич. | Постановка Е. Бриль. Режиссёр И. Стравинский. Дирижёр А. 3алевский. Художник Е. Соколов. Балетмейстер Б. Орлов. |
| 5   | 14 июня 1932                      | Холопка                                                              | Музыка Н. Стрельникова. Пьеса Е. Геркена. | Постановка Н. Смолича. Дирижёр А. 3алевский. Художник П. Соколов. Балетмейстер А. Чекрыгин. |
| 6   | 20 августа 1932                   | Певец из завкома                                                     | Музыка М. Красева. Пьеса А. Алексеева. | Постановка А. Алексеева. Дирижёр А. Залевский. Художники Б. Волков и А. Меншутин. Балетмейстер Б. Орлов. |
| 6   | 29 ноября 1932                    | Мильон терзаний                                                      | Музыка И. Дунаевского. Пьеса В. Катаева. | Постановка И. Донатова. Дирижёр А. 3алевский. Художник В. Ридман. Балетмейстер В. Рябцев. |
| 6   | 7 мая 1933                        | Летучая мышь                                                         | Музыка И. Штрауса. Муз. редакция В. Мосолова. Пьеса Е. Геркена.                                                                                            | Постановка К. Марджанова. Режиссёр С. Челидзе. Дирижёр С. Орланский. Художник Е. Ахвледиани. Балетмейстер Д. Мачавариани. |
| 6   | 29 июня 1933                      | Фиалка Монмартра                                                     | Музыка И. Кальмана. Пьеса Г. Ярона и А. Дикгоф-Деренталя.                                                                                                  | Постановка Н. Смолича. Дирижёр Г. Фукс-Мартин. Художник П. Соколов. Балетмейстер Л. Лукин. |
| 7   | 26 декабря 1933                   | Тишайший                                                             | Музыка В. Соколова. Пьеса Ю. Данцингера, Д. Доглева и И. Стравинского.                                                                                     | Постановка И. Донатова. Художник М. Сапегин. |
| 7   | 8 мая 1934                        | Сердце поэта                                                         | Музыка Н. Стрельникова. Пьеса А. Ивановского и М. Кузьмина.                                                                                                | Постановка Л. Баратова. Дирижёр С. Орланский. Художник Н. Петрицкий. Балетмейстер К. Голейзовский. |
| 8   | 17 ноября 1934                    | Продавец птиц                                                        | Музыка К. Целлера. Муз. редакция А. 3алевского. Инструментовка С. Василенко. Пьеса М. Гальперина.                                                          | Постановка А. Феона. Дирижёр А. Залевский. Художник Е. Соколов. Балетмейстеры В. Цаплин и М. Д’Арто. |
| 8   | 11 января 1935                    | Чарито                                                               | Музыка М. Торроба и Л. Гуэрерро. Муз. редакция Ф. Эккерта. Пьеса Г. Ярона и А. Дикгоф-Деренталя.                                                           | Постановка Н. Смолича. Дирижёр Г. Фукс-Мартин. Художник П. Соколов. Балетмейстер К. Муллер. |
| 8   | 9 июля 1935                       | Мадам Фавар                                                          | Музыка Ж. Оффенбаха. Муз. редакция В. Кнушевицкого. Пьеса В. Регинина.                                                                                     | Постановка А. Феона. Дирижёр С. Орланский. Художники Е. Соколов и В. Ридман. Балетмейстер К. Муллер. |
| 9   | 8 марта 1936                      | Как её зовут?                                                        | Музыка Л. Пульвера. Пьеса Н. Адуева. | Постановка Г. Ярона и Р. Корфа. Дирижёр А. Залевский. Художник В. Рындин. Балетмейстер А. Чекрыгин. |
| 9?  | 8 августа 1936                    | Цыганская любовь                                                     | Музыка Ф. Легара. Пьеса В. Регинина. Стихи В. Лебедева-Кумача.                                                                                             | Постановка Н. Бранина и И. Донатова. Дирижёр Г. Фукс-Мартин. Художник В. Рындин. Балетмейстер И. Бойко. |
| 10  | 14 февраля 1937                   | Сорочинская ярмарка                                                  | Музыка А. Рябова. Пьеса Л. Юхвида и М. Аваха (по Н. Гоголю).                                                                                               | Постановка Г. Ярона. Режиссёр С. Мызникова. Дирижёр А. 3алевский. Художник Н. Соболь. Балетмейстер И. Бойко. |
| 10  | 9 июня 1937                       | Герцогиня Герольштейнская                                            | Музыка Ж. Оффенбаха. Пьеса М.Гальперина. | Постановка В. Бебутова. Режиссёр С. Мызникова. Дирижёр Г. Фукс-Мартин. Художник Е. Соколов. Балетмейстер Е. Вигелев. |
| 11  | 8 ноября 1937                     | Свадьба в Малиновке                                                  | Музыка Б. Александрова. Пьеса Л. Юхвида и В. Типота. | Постановка Г. Ярона. Режиссёр С. Мызникова. Дирижёры А. 3алевский и И. Вейнбаум. Художник Н. Соболь. Балетмейстер И. Бойко. |
| 11  | 16 декабря 1937                   | Голубые скалы                                                        | Музыка 3. 3аграничного. Пьеса Л. Гуревича. Редакция М. Тригера. Стихи А. Софронова.                                                                        | Постановка В. Бебутова. Режиссёр А. Храмченко. Дирижёр Г. Фукс-Мартин. Художник Е. Соколов. Балетмейстер Л. Крамаревский. |
| 11  | 26 марта 1938                     | Соломенная шляпка                                                    | Музыка И. Дунаевского. Пьеса Э. Лабиша. Литературная обработка М. Гальперина.                                                                              | Постановка Н. Смолича. Режиссёр Д.Липман. Дирижёры А. Залевский и Н. Александров. Художник Б. Волков. Балетмейстер В. Бойко. |
| 11  | 3 июня 1938                       | Золотая долина                                                       | Музыка И. Дунаевского. Инструментовка В. Кнушевицкого. Пьеса М. Янковского.                                                                                | Постановка А. Феона. Дирижёр Г. Фукс-Мартин. Художник В. Ходасевич. Балетмейстер И. Бойко. |
| 12  | 29 декабря 1938                   | Орфей в аду                                                          | Музыка Ж. Оффенбаха. Пьеса В. Зака и М. Улицкого (по Г. Кремьё и Л. Галеви).                                                                               | Постановка В. Бебутова. Режиссёр С. Мызникова. Дирижёр Г. Фукс-Мартин. Художник Е. Соколов. Балетмейстер Э. Мей. |
| 12  | 23 марта 1939                     | На берегу Амура                                                      | Музыка М. Блантера и Б. Александрова. Пьеса В. Типота. | Постановка Г. Ярона. Режиссёр В. Даминский. Дирижёр Н. Александров. Художники Б. Васильев и Г. Кигель. Балетмейстер И. Бойко. |
| 12  | 29 июля 1939                      | Президенты и бананы                                                  | Музыка Н. Стрельникова. Пьеса Г. Вечора и М. Тригер (по О’Генри). Стихи А. и Т. Якоб.                                                                      | Постановка Н. Бравина. Режиссёр А. Храмченко. Дирижёры Г. Фукс-Мартин и И. Вейнбаум. Художник Е. Мандельберг. Балетмейстер Э. Мей. |
| 13  | 27 декабря 1939                   | Двенадцатая ночь                                                     | Музыка А. Шеншина. Пьеса В. Шершеневича (по В. Шекспиру).                                                                                                  | Постановка В. Бебутова. Режиссёр И. Стравинский. Дирижёр Г. Фукс-Мартин. Художник Е. Соколов. Балетмейстер Е. Вигелев. |
| 13  | 12 мая 1940                       | Взаимная любовь                                                      | Музыка С. Каца. Пьеса И. Рубинштейна. | Постановка А. Алексеева. Дирижёр Н. Александров. Художники Г. Луцкий и М. Ярославская. Балетмейстер Г. Шаховская. |
| 14  | 22 августа 1940                   | Год спустя                                                           | Музыка Б. Александрова. Пьеса В. Типота. Редакция Г. Ярона.                                                                                                | Постановка Г. Ярона. Режиссёры В. Даминский и Н. Тахтаров. Художники Е. Соколов и В. Рудман. Дирижёр Г. Фукс-Мартин. Балетмейстер И. Бойко. |
| 14  | 28 октября 1940                   | Шестьдесят шесть                                                     | Музыка Ж. Оффенбаха. Пьеса М. Гальперина. | Постановка А. Алексеева. Режиссёр А. Храмченко. Дирижёр Г. Фукс-Мартин. Художник Е. Соколов. |
| 14  | 29 декабря 1940                   | Жизнь актёра                                                         | Музыка Ю. Милютина. Инструментовка А. Алексеева. Пьеса К.Финна. Стихи В. Гусева.                                                                           | Постановка А. Алексеева. Режиссёр А.Храмченко. Дирижёр Н. Александров. Художник Б. Эрдман. Балетмейстер Г. Шаховская. |
| 14  | 13 февраля 1941                   | Сильва                                                               | Музыка И. Кальмана. Пьеса Г. Ярона. | Постановка Г. Ярона. Дирижёр Г. Фукс-Мартин. Художник Е. Соколов. Балетмейстер Г. Шаховская. |
| 15  | 24 августа 1941                   | Ночь в июне                                                          | Музыка А. Рябова и М. Блантера. Пьеса Л. Юхвида и А. Алексеева. Стихи П. Германа.                                                                          | Постановка А. Алексеева. Режиссёр В. Даминский. Дирижёр Н. Александров. Художники Е. Соколов и В. Ридман. Балетмейстеры Г. Шаховская и Э. Мей. |
| 15  | 27 июля 1942                      | Три встречи                                                          | Музыка М. Старокадомского. Пьеса В. Типота. | Постановка И. Рапопорта. Режиссёр В. Даминский. Дирижёр Г. Фукс-Мартин. Художник А. Самохвалов. Хормейстер Г. Агафоников. |
| 16  | 26 августа 1942                   | Дочь Тамбур-мажора                                                   | Музыка Ж. Оффенбаха. Пьеса Н. Мерцальского. | Постановка И. Рапопорта. Режиссёр В. Даминский. Дирижёр Г. Фукс-Мартин. Художник А. Самохвалов. Балетмейстер Л. Лукин. Хормейстер Г. Агафоников. |
| 16  | 8 ноября 1942                     | Табачный капитан                                                     | Музыка В. Щербачёва. Пьеса Н. Адуева. | Постановка И. Рапопорта. Режиссёр В. Даминский. Дирижёр И. Вейнбаум. Художник А. Самохвалов. Балетмейстер Л. Лукин. Хормейстер Г. Агафоников. |
| 16  | 27 марта 1943                     | Девушка-гусар                                                        | Музыка М. Нейда. Пьеса Ф. Кони. | Постановка И. Рапопорт. Дирижёр И. Вейнбаум. Художник В. Ридман. Балетмейстер Л. Лукин. |
| 16  | 5 июня 1943                       | Марица                                                               | Музыка И. Кальмана. Пьеса Г. Ярона, К. Грекова и Д. Цензора.                                                                                               | Постановка Г. Ярона. Дирижёр М. Жуков. Художник Б. Волков. Балетмейстер Г. Шаховская. |
| 17  | 1 ноября 1943                     | Девушка из Барселоны                                                 | Музыка Б. Александрова. Пьеса И. Назарова, А. Софронова и Г. Ярона.                                                                                        | Постановка Г. Ярона. Режиссёр С. Мызникова. Дирижёр М. Жуков. Художники В. Яковлев и В. Мешков. Балетмейстер Г. Шаховская. |
| 17  | 27 июля 1944                      | Украденная невеста                                                   | Музыка А. Верстовского. Обработка М. Жукова (по опере «Аскольдова могила»). Пьеса В. Шкваркина (по М. 3агоскину).                                          | Постановка Г. Ярона. Режиссёр С. Мызникова. Дирижёр М. Жуков. Художник Б. Волков. Балетмейстер Г. Шаховская. Хормейстер Н. Орлов. |
| 18  | 11 сентября 1944                  | Ярмарка невест                                                       | Музыка В. Якоби. Пьеса Г. Ярона. | Постановка И. Рапопорта. Дирижёр Г. Фукс-Мартин. Художник Е. Соколов. Балетмейстер Д. Мачавариани. Хормейстер Г. Агафоников. |
| 18? | 1 августа 1945                    | Холопка                                                              | Музыка Н. Стрельникова. Пьеса Е. Геркена. | Постановка И. Рапопорт. Режиссёры А. Гедройц и В. Даминский. Дирижёр М. Жуков. Художник В. Рындин. Балетмейстеры В. Бурмейстер и А. Томский. Хормейстер Г. Агафоников. |
| 19  | 3 сентября 1945                   | Морской узел                                                         | Музыка Е. Жарковского. Инструментовка Г. Фукс-Мартина. Пьеса В. Винникова и В. Крахта.                                                                     | Постановка С. Мызниковой. Режиссёр Р. Лазарева. Дирижёр Г. Фукс-Мартин. Художник А. Виноградов. Балетмейстер И. Курилов. Хормейстер Н. Орлов. |
| 19  | 24 марта 1946                     | Моя Гюзель                                                           | Музыка Б. Александрова. Пьеса Е. Помещикова и Н. Рожкова. Стихи В. Лебедева-Кумача.                                                                        | Постановка Г. Ярона. Режиссёр В. Даминский. Дирижёр И. Вейнбаум. Художник В. Рындин. Балетмейстер Н. Холфин. |
| 20  | 23 августа 1946                   | Одиннадцать неизвестных                                              | Музыка Н. Богословского. Пьеса В. Дыховичного, Б. Ласкина и М. Слободского.                                                                                | Постановка Ф. Каверина. Режиссёр В. Даминский. Дирижёр Г. Фукс-Мартин. Художники В. Шестаков и Л. Демидова. Балетмейстер Н. Холфин. Хормейстер Н. Орлов. |
| 20  | 4 июня 1947                       | Летучая мышь                                                         | Музыка И. Штрауса. Пьеса Н. Эрмана и М. Вольпина. | Постановка И. Туманова. Режиссёры А. Гедройц и С. Мызникова. Дирижёр Н. Васильев. Художник Г. Кигель. Балетмейстер Г. Шаховская. Хормейстер Г. Агафоников. |
| 21  | 29 августа 1947                   | Вольный ветер                                                        | Музыка И. Дунаевского. Пьеса В. Винникова, В. Крахта и В. Типота.                                                                                          | Постановка И. Туманова. Режиссёр С. Мызникова. Дирижёр Г. Фукс-Мартин. Художник Г. Кигель. Балетмейстер Г. Шаховская. Хормейстер В. Гаврилов. |
| 21  | 24 марта 1948                     | Беспокойное счастье                                                  | Музыка Ю. Милютина. Пьеса Е. Помещикова, Н. Рожкова и В. Типота.                                                                                           | Постановка И. Туманова. Режиссёры А. Гедройц, С. Мызникова и Л. Хайлов. Дирижёр Н. Васильев. Художник Г. Кигель. Балетмейстер Г. Шаховская. Хормейстер Г. Агафоников. |
| 22  | 29 октября 1948                   | Воздушный замок                                                      | Музыка О. Фельцмана. Пьеса В. Винникова и В. Крахта. | Постановка И. Туманова. Режиссёры Г. Вардзиели и А. Гейдройц. Дирижёр Г. Фукс-Мартин. Художник Г. Кигель. Балетмейстер Г. Шаховская. Хормейстер В. Гаврилов. |
| 22  | 28 мая 1949                       | Принцесса долларов                                                   | Музыка Л. Фалля. Пьеса К. Финна. Стихи Ц. Солодаря. | Постановка И. Туманова. Режиссёры Ю. Хмельницкий и Р. Лазарева. Дирижёр Н. Васильев. Художник Г. Кигель. Балетмейстер Г. Шаховская. Хормейстер Г. Агафоников. |
| 22  | 6 июля 1949                       | Акулина                                                              | Музыка И. Ковнера. Пьеса Н. Адуева (по А. Пушкину). | Постановка С. Мызниковой. Руководитель постановки И. Туманов. Режиссёр А. Кигель. Дирижёр Е. Синицин. Балетмейстеры Н. Холфин и Б. Холфин. Хормейстер Г. Агафоников. |
| 23  | 12 ноября 1949                    | Трембита                                                             | Музыка Ю. Милютина. Пьеса В. Масса и М. Червинского. | Постановка И. Туманова. Режиссёр Г. Вардзиели. Дирижёр Е. Синицин. Художник Г. Кигель. Балетмейстер Г. Шаховская. Хормейстер Г. Агафоников. |
| 23  | 23 апреля 1950                    | Мечтатели                                                            | Музыка К. Листова. Пьеса Е. Гальпериной. | Постановка И. Туманова. Режиссёры Р. Лазарева и Г. Вардязиели. Дирижёр Л. Оссовский. Художники Е. Коваленко и В. Кривошеина. Балетмейстер И. Кирилов. Хормейстер Г. Агафоников. |
| 24  | 14 сентября 1950                  | Девичий переполох                                                    | Музыка Ю. Милютина. Пьеса М. Гальперина и В. Типота (по пьесе В. Крылова).                                                                                 | Постановка И. Туманова. Режиссёр Ю. Хмельницкий. Дирижёр Г. Фукс-Мартин. Художник Т. Луговая. Балетмейстер Г. Шаховская. Хормейстер Г. Агафоников. |
| 24  | 16 декабря 1950                   | Сын клоуна                                                           | Музыка И. Дунаевского. Пьеса Е. Помещикова и В. Типота. | Постановка И. Туманова. Режиссёры Г. Вардзиели и А. Гейдройц. Дирижёр Е. Синицин. Художник Г. Кигель. Хормейстер Г. Агафоников. |
| 25  | 11 сентября 1951                  | Айра                                                                 | Музыка К. Листова. Пьеса Е. Гальпериной. | Постановка Н. Акимова. Режиссёр С. Мызникова. Дирижёр Л. Оссовский. Художник Н. Акимов. Балетмейстер Г. Шаховская. Хормейстер Г. Гузок. |
| 25  | 13 декабря 1951                   | Суворочка (Дочь фельдмаршала)                                        | Музыка О. Фельцмана. Пьеса И. Рубинштейна. | Постановка И. Туманова. Дирижёр Г. Фукс-Мартин. Художник М. Варпех. Балетмейстер Г. Шаховская. Хормейстер Г. Агафоников. |
| 25  | 18 апреля 1952                    | Сорочинская ярмарка                                                  | Музыка А. Рябова. Пьеса Л. Юхвида и М. Аваха. Стихи А. Жарова.                                                                                             | Постановка Г. Ярона. Режиссёр С. Мызникова. Дирижёр В. Васильев. Художник Г. Кигель. Художник по костюмам Т. Луговская. Балетмейстер А. Радунский. Хормейстер Г. Агафоников. |
| 26  | 20 ноября 1952                    | Самое заветное                                                       | Музыка В. Соловьёва-Седого. Пьеса В. Масса и М. Червинского.                                                                                               | Постановка И. Туманова. Режиссёр А. Гедройц. Дирижёр Е. Синицин. Художник Г. Кигель. Художник по костюмам Т. Луговская. Балетмейстер Г. Шаховская. Хормейстер Г. Агафоников. |
| 26  | 26 декабря 1952                   | Орлиные перья                                                        | Музыка Ф. Фаркаша. Муз. редакция Г. Фукс-Мартина. Пьеса В. Винникова, И. Туманова и Е. Шатуновского.                                                       | Постановка Г. Вардзиели. Дирижёр Г. Фукс-Мартин. Художник М. Варпех. Балетмейстер Г. Шаховская. Хормейстер Г. Гузок. |
| 26  | 21 апреля 1953                    | Чёрный парус                                                         | Музыка К. Миллёкера. Инструментовка В. Васильева. Пьеса С. Болотина и Т. Сикорской.                                                                        | Постановка И. Туманова и И. Рапопорта. Режиссёр А. Гедройц. Дирижёр Г. Фукс-Мартин. Художник Т. Луговская. Балетмейстер Г. Шаховская. Хормейстер Г. Гузок. |
| 27  | 20 ноября 1953                    | Первая любовь                                                        | Музыка Ю. Милютина. Пьеса Е. Помещикова и В. Типота. | Постановка И. Туманова. Дирижёр Е. Синицын. Художник Г. Кигель. Балетмейстер Г. Шаховская. |
| 27  | 27 апреля 1954                    | Парижская жизнь                                                      | Музыка Ж. Оффенбаха. Пьеса И. Штока. Стихи Я. Сашина. | Постановка Л. Ротбаум. Режиссёр А. Гедройц. Дирижёр Л. Оссовский. Художник М. Варпех. Балетмейстер Г. Шаховская. Хормейстеры Г. Агафоников и Г. Гузок. |
| 27? | 14 августа 1954                   | Фиалка Монмартра                                                     | Музыка И. Кальмана. Пьеса С. Болотина, Т. Сикорской и Г. Ярона.                                                                                            | Постановка Г. Ярона. Режиссёр В. 3арубеев. Дирижёр Л. Оссовский. Художник Г. Кигель. Художник по костюмам Т. Луговская. Балетмейстер И. Бойко. Хормейстер М. Внукова. |
| 28  | 4 марта 1955                      | Золотая долина                                                       | Музыка И. Дунаевского. Пьеса М. Янковского и Л. Левина. | Постановка С. Майорова. Дирижёр Г. Столяров. Художник М. Чиковани. Балетмейстер Г. Шаховская. Грузинские танцы Г. Одикадзе. |
| 29? | Август 1955                       | Мадемуазель Нитуш                                                    | Музыка Ф. Эрве. Пьеса М. и Е. Гальпериных (по Мельяку и Милло).                                                                                            | Постановка Г. Вардзиели. Режиссёр К. Поляков. Дирижёр Л. Оссовский. Художник Т. Луговская. Балетмейстер Н. Гришина. Хормейстер Г. Агафоников. |
| 29  | 15 ноября 1955 или 24 ноября 1955 | Белая акация                                                         | Музыка И. Дунаевского. Инструментовка Г. Чернова. Пьеса В. Масса и М. Червинского.                                                                         | Постановка В. Канделаки и Л. Ротбаум. Режиссёр А. Гедройц. Дирижёры Г. Столяров и Л. Оссовский. Художник Г. Кигель. Художник по костюмам Р. Вейсенберг. Художник карнавала Т. Луговская. Балетмейстер Г. Шаховская. Хормейстер Г. Агафоников.                                            |
| 29  | 18 февраля 1956                   | Свадьба в Малиновке                                                  | Музыка Б. Александрова. Пьеса Л. Юхвида. Русский текст В. Типота.                                                                                          | Постановка Г. Ярона. Режиссёр Л. Тарский. Дирижёр Е. Синицын. Художник В. Рындин. Художник по костюмам Н. Гудкова. Балетмейстер В. Варковицкий. Хормейстер Г. Агафоников. |
| 29  | 10 апреля 1956                    | Марица                                                               | Музыка И. Кальмана. Пьеса К. Грекова. Стихи Д. Цензора. | Постановка Г. Ярона. Режиссёры Н. Рубан и А. Гедройц. Дирижёр Е. Синицын. Художник В. Ридман. Художник по костюмам Р. Вайсенберг. Балетмейстер Г. Шаховская. Хормейстер Г. Агафонников.                                                                                                  |
| 29  | 30 июня 1956                      | Весёлая вдова                                                        | Музыка Ф. Легара. Пьеса В. Масса и М. Червинского. | Постановка В. Канделаки. Режиссёр А. Гедройц. Муз. руководитель Г. Столяров. Дирижёр Л. Оссовский. Художник Г. Кигель. Балетмейстер Г. Шаховская. Хормейстер Г. Агафоников. |
| 30  | 16 ноября 1956                    | Сильва                                                               | Музыка И. Кальмана. Пьеса Л. Штейна и Б. Иенбаха. Русский текст В. Михайлова и Д. Толмачева.                                                               | Постановка Г. Ярона. Режиссёр А. Гедройц. Дирижёр Е. Синицын. Художник Г. Кигель. Балетмейстер Г. Шаховская. Хормейстер Г. Агафоников. |
| 30  | 29 декабря 1956                   | Поцелуй Чаниты                                                       | Музыка Ю. Милютина. Пьеса Е. Шатуновского. | Постановка С. Штейна и Г. Шаховской. Дирижёр Г. Столяров. Художник Г. Кигель. Балетмейстер Г. Шаховская. Хормейстеры Г. Агафоников и М. Внукова. |
| 30  | 29 апреля 1957                    | Бал в Савойе                                                         | Музыка П. Абрахама. Пьеса Е. Шатуновского (по А. Грюнвальду и Ф. Лёнер-Беде)                                                                               | Постановка В. Канделаки. Режиссёры О. Власова и В. Зарубеев. Дирижёр Е. Синицын. Художник М. Варпех. Балетмейстер Г. Шаховская. Хормейстер М. Внукова. |
| 31  | 8 ноября 1957                     | Весна поёт                                                           | Музыка Д. Кабалевского. Пьеса Ц. Солодаря. | Постановка В. Канделаки. Режиссёры А. Гедройц и А. Закс. Дирижёр Г. Столяров. Художник Г. Кигель. Балетмейстер Г. Шаховская. Хормейстер М. Внукова. |
| 31  | 3 декабря 1957                    | За витриной ателье                                                   | Музыка С. 3аславского. Инструментовка Т. Ходорковского. Пьеса И. Петровой.                                                                                 | Постановка А. 3акса. Дирижёр Л. Оссовский. Художник Г. Кигель. Художник по костюмам Р. Вайсенберг. Балетмейстер Я. Романовский. Хормейстер М. Внукова. |
| 31  | 17 мая 1958                       | Фонари-фонарики                                                      | Музыка Ю. Милютина. Инструментовка Г. Черного. Пьеса Е. Шатуновского.                                                                                      | Постановка В. Канделаки. Муз. руководитель и дирижёр Г. Столяров. Художник Г. Кигель. Балетмейстер Я. Романовский. Хормейстеры В. Родэ и М. Внукова. |
| 31  | 26 июля 1958                      | Баронесса Лили                                                       | Музыка Е. Хуски. Пьеса Ф. Мартоша и С. Дарваша. Русский текст Ю. Шишмонина. Стихи Г. Вардзиели.                                                            | Постановка Миклоша Синетара. Режиссёр А. Закс. Дирижёр Е. Синицын. Художник Золтан Фюлепп. Балетмейстер Агнеш Робоз. Хормейстеры В. Родэ и М. Внукова. |
| 32  | 24 декабря 1958                   | Москва, Черёмушки                                                    | Музыка Д. Шостаковича. Пьеса В. Масса и М. Червинского. | Постановка В. Канделаки и А. Закса. Режиссёр К. Карельских. Дирижёр Г. Столяров. Художник Г. Кигель. Балетмейстер Г. Шаховская. Хормейстер М. Внукова. |
| 32  | 10 апреля 1959                    | Только мечта                                                         | Музыка Б. Кырвера. Пьеса А. Лийвеса. Русский текст В. Рушкиса.                                                                                             | Постановка В. Канделаки и Г. Шаховской. Дирижёр Л. Оссовский. Художник Г. Кигель. Художник по костюмам Р. Вейсенберг. Балетмейстер Г. Шаховская. Хормейстеры В. Родэ и М. Внукова. |
| 32  | 20 июля 1959                      | Принцесса цирка                                                      | Музыка И. Кальмана. Пьеса А. Костиной. Стихи И. Петровой.                                                                                                  | Постановка Г. Ярона. Режиссёр А. Гедройц. Дирижёр Г. Столяров. Художник Т. Старженецкая. Балетмейстер Г. Шаховская. Хормейстеры В. Родэ и М. Внукова. |
| 33  | 22 декабря 1959                   | Простая девушка                                                      | Музыка К. Хачатуряна. Пьеса С. Ценина (по одноименной комедии В. Шкваркина).                                                                               | Постановка С. Штейна. Режиссёр А. Гедройц. Дирижёр Г. Столяров. Художник Г. Кигель. Художник по костюмам Р. Вейсенберг. Балетмейстер Н. Гришина. Хормейстеры В. Родэ и М. Внукова. |
| 33  | 15 января 1960                    | Приятные встречи                                                     | Страницы оперетт от Оффенбаха до наших дней. Сценарий и постановка А. Закса.                                                                               | Дирижёр Л. Оссовский. Художник В. Ридман. Балетмейстер Я. Романовский. |
| 33  | 17 мая 1960                       | Цирк зажигает огни                                                   | Музыка Ю. Милютина. Пьеса и стихи Я. Зискинда. | Постановка В. Канделаки. Режиссёр А. Гедройц. Дирижёр Г. Столяров. Художник Г. Кигель. Художник по костюмам Р. Вейсенберг. Балетмейстер Г. Шаховская. Хормейстер М. Внукова. |
| 34  | 27 октября 1960                   | Граф Люксембург                                                      | Музыка Ф. Легара. Пьеса А. Костиной. Стихи Г. Шерговой. | Постановка Г. Ярона. Режиссёр А. Гедройц. Балетмейстер Г. Шаховская. Дирижёр Г. Столяров. Хормейстер М. Внукова. |
| 34  | 13 декабря 1960                   | Ромео — мой сосед                                                    | Музыка Р. Гаджиева. Пьеса В. Есьмана. Стихи А. Рустайкис и Д. Кисина.                                                                                      | Постановка А. Закса. Дирижёр Л. Оссовский. Художник М. Виноградов. Балетмейстер Б.Борисов. |
| 34  | 12 мая 1961                       | Под чёрной маской                                                    | Музыка Л. Лядовой. Пьеса и стихи Я. Лельганта. | Постановка А. Закса. Режиссёр В. Зарубеев. Дирижёр Е. Синицын. Художник М. Варпех. Балетмейстер Н. Авалиани. Хормейстер М. Внукова. |
| 35  | 30 октября 1961                   | Севастопольский вальс                                                | Музыка К. Листова. Пьеса Е. Гальпериной и Ю. Анненкова. | Постановка А. Закса. Режиссёр А. Гедройц. Дирижёр Л. Оссовский. Художник Г. Кигель. Художник по костюмам Р. Вейсенберг. Балетмейстер И. Курилов. Хормейстер А. Михайлов. |
| 36? | 17 августа 1962                   | Эврика                                                               | Музыка О. Сандлера. Пьеса Л. Аркадьева, В. и А. Днепровых. Стихи А. Днепрова.                                                                              | Постановка В. Канделаки. Режиссёр К. Карельских. Дирижёр Г. Столяров. Художник Э. Змойро. Балетмейстер Г. Шаховская. Хормейстер А. Михайлов. |
| 36  | 22 ноября 1962                    | Летучая мышь                                                         | Музыка И. Штрауса. Пьеса Н. Эрдмана, стихи М. Вольпина (по мотивам А. Мельяка и Л. Галеви).                                                                | Постановка В. Канделаки и Г. Шаховской. Режиссёр А. Гедройц. Дирижёр Г. Столяров. Художник Э. Стенберг. Балетмейстер Г. Шаховская. Хормейстер А. Михайлов. |
| 36  | 31 декабря 1962                   | Седьмое небо                                                         | Музыка К. Певзнера. Пьеса В. Есьмана, К. Крикоряна. | Постановка А. Закса. Дирижёр Л. Оссовский. Художник Г. Кигель. Художник по костюмам Р. Вейсенберг. Художник по свету В. Шухмин. Балетмейстер Б. Борисов. Хормейстеры М. Внукова и А. Михайлов.                                                                                           |
| 36  | 16 мая 1963                       | Сто чертей и одна девушка                                            | Музыка Т. Хренникова. Пьеса Е. Шатуновского. | Постановка В. Канделаки. Режиссёр А. Гедройц. Дирижёр Г. Столяров. Художник Г. Кигель. Художник по костюмам Р. Вейсенберг. Балетмейстер Г. Шаховская. Хормейстер А. Михайлов. |
| 37  | 20 декабря 1963                   | Куба, любовь моя                                                     | Музыка Р. Гаджиева. Пьеса В. Есьмана и К. Крикоряна. | Постановка А. Тутышкина. Дирижёр Л. Оссовский. Художник Л. Шенгелия. Балетмейстер Г. Шаховская. Хормейстер А. Михайлов. |
| 37  | 14 мая 1964                       | Великолепная тройка                                                  | Музыка Г. Цабадзе. Инструментовка Д. Браславского. Пьеса И. Хунцария. Русский текст Е. Шатуновского.                                                       | Постановка В. Канделаки. Дирижёр А. Михайлов. Художник Л. Шенгелия. Балетмейстер Д. Багратиони. Хормейстер М. Внукова. |
| 38  | 3 октября 1964                    | Пять минут на размышление (Сердце балтийца)                          | Музыка К. Листова. Пьеса Е. Гальпериной и Ю. Анненкова. | Постановка М. Дотлибова. Режиссёры Ю. Богданов и А. Закс. Дирижёр Л. Оссовский. Художник Э.Змойро. Художники по костюмам Р. Вейсенберг, Л. Шенгелия. Балетмейстер Л. Таубе. Хормейстеры М. Внукова и А. Михайлов.                                                                        |
| 38  | 28 декабря 1964                   | Моя прекрасная леди                                                  | Музыка Ф. Лоу. Муз. редакция Д. Браславского. Пьеса А. Лернер (по пьесе Б.Шоу). Русский текст В. Луи, Р. Сефа и Г. Альперса. Стихи Р. Сефа.                | Постановка С. Штейна. Режиссёр А. Гедройц. Дирижёр Л. Оссовский. Балетмейстер Г. Шаховская. Хормейстеры С. Нечаев и М. Внукова. |
| 38  | 2 февраля 1965                    | Барышня и хулиган                                                    | Музыка Д. Шостаковича. Либретто А. Белинского (по одноименному киносценарию В. Маяковского).                                                               | Постановка балетмейстера К. Боярского. Дирижёр Е. Синицын. |
| 38  | 13 апреля 1965                    | Орфей в аду                                                          | Музыка Ж. Оффенбаха. Пьеса С. Михалкова и Н. Кончаловской (по мотивам Г. Кремьё).                                                                          | Постановка Г. Ансимова. Режиссёр А. Гедройц. Дирижёр Г. Черкасов. Художник И. Свобода. Художник по костюмам Я. Конечна. Художник по свету В. Шухмин. Балетсейстер А. Варламов. Хормейстер С. Нечаев.                                                                                     |
| 38  | 24 июня 1965                      | Вестсайдская история                                                 | Музыка Л. Бернстайна. Пьеса А. Лорентса. Русский текст А. Афониной и Л. Морошкиной. Стихи С. Сондгейма в переводе В. Луговского.                           | Постановка Г. Ансимова. Режиссёр И. Барабашев. Дирижёр Г. Черкасов. Художник Э. Стенберг. Балетмейстер Л. Таланкина. Постановщик сцены драки Г. Морозова. |
| 39  | 30 декабря 1965                   | Баранкин, будь человеком                                             | Музыка С. Туликова. Пьеса В. Медведева, Я. Гринберг и Г. Ходосова (по повести В. Медведева). Стихи Г. Ходосова.                                            | Постановка А. Закса. Дирижёры Г. Черкасов и Е. Синицын. Режиссёр И. Барабашев. Художник Б. Талалай. Балетмейстер А. Варламов. Хормейстеры М. Внукова и С. Нечаев. |
| 39  | 5 апреля 1966                     | Девушка с голубыми глазами                                           | Музыка В. Мурадели. Пьеса В. Винникова и В. Крахта. | Постановка Г. Ансимова. Режиссёр И. Барабашев. Дирижёр Г. Черкасов. Художник В. Ворошилов. Художник по свету В. Шухмин. Балетмейстер А. Варламов. Хормейстеры С. Нечаев и М. Внукова. |
| 39  | Апрель 1966                       | Балетная сюита                                                       | Музыка Д. Шостаковича. | Постановка балетмейстера А. Варламова. Балетмейстеры-репетиторы З. Коротаева и П. Хомутов. Дирижёры А. Михайлов и Г. Черкасов. Художник Д. Клементьев. |
| 39  | Апрель 1966                       | Карусель                                                             | Музыка Д. Шостаковича. | Постановка балетмейстера Э. Суве. Дирижёр Г. Черкасов. |
| 40  | 30 сентября 1966                  | Настоящий мужчина                                                    | Музыка М. Зива. Пьеса М. Львовского. | Постановка В. Загоруйко. Режиссёр А. Гедройц. Дирижёр А. Михайлов. Художник М. Ромадин. Художник по свету В. Шухмин. Балетмейстер Б. Борисов. Хормейстер С. Нечаев. |
| 40  | 22 декабря 1966                   | Полярная звезда                                                      | Музыка В. Баснера. Пьеса Е. Гальпериной и Ю. Анненкова. | Постановка А. Борисова. Дирижёр Г. Черкасов. Художники Е. Донцова и Р. Налбандян. Балетмейстер А. Варламов. Хормейстер С. Нечаев. |
| 40  | 17 июня 1967                      | Конкурс красоты                                                      | Музыка А. Долуханяна. Инструментовка Е. Рохлина. Пьеса в стихах Н. Доризо.                                                                                 | Постановка Г. Ансимова. Режиссёр И. Барабашев. Дирижёр Л. Николаев. Художник М. Виноградов. Художник по свету В. Шухмин. Балетмейстеры Ю. Скотт и Ю. Папко. Хормейстер С. Нечаев. |
| 41  | 1 ноября 1967                     | Белая ночь                                                           | Музыка Т. Хренникова. Пьеса Е. Шатуновского. | Постановка Г. Ансимова. Режиссёры А. Гедройц и И. Барабашев. Муз. руководитель и дирижёр Ю. Аранович. Художники В.Ридман и Э.Стенберг. Художник по свету В. Шухмин. Балетмейстер И. Слуцкер. Хормейстеры С. Нечаев и М. Внукова.                                                         |
| 41  | 22 марта 1968                     | Сенсация в Лондоне                                                   | Музыка Г. Кавана. Пьеса А.Бауэра (по мотивам М.Твена). Русский текст и стихи И.Петровой.                                                                   | Постановка А. Закса. Режиссёры А. Гедройц и В. Вербовская. Дирижёр Г.Черкасов. Художник М. Виноградов. Художник по свету В. Шухмин. Балетмейстер И. Слуцкер. Хормейстер С.Нечаев. |
| 41  | 23 мая 1968                       | Тихое семейство                                                      | Музыка Ю. Милютина. Инструментовка Е. Рохлина. Пьеса О. Образцовой и Г. Фере (по мотивам Луи Велля).                                                       | Постановка Э. Кайду. Режиссёры А. Гедройц и В. Вербовская. Дирижёр Г. Черкасов. Художник М. Кюла. Художник по свету В. Шухмин. Балетмейстер И. Урбель. |
| 41  | Май 1968                          | Сотворение Евы                                                       | Музыка В. Власова. Либретто В. Власова, Ю. Скотт и Ю. Папко (по мотивам рисунков Жана Эффеля).                                                             | Постановка балетмейстеров Ю. Скотт, Ю. Папко. Дирижёр Г. Черкасов. Художник И. Таланкин. |
| 42  | 5 ноября 1968                     | В ритме сердца                                                       | Музыка А. Петрова. Пьеса Б. Рацера и В. Константинова. | Постановка Г. Ансимова и И. Барабашева. Дирижёр Э. Абусалимов. Художник В. Ридман. Художник по свету В. Шухмин. Балетмейстер О. Сурков. |
| 42  | 17 мая 1969                       | Оперетта, любовь моя                                                 | Музыка советских и зарубежных композиторов. Либретто Т.Коршиловой.                                                                                         | Постановка И. Барабашева. Дирижёры Э. Абусалимов и Г. Черкасов. Художник В. Клементьев. Художники по свету И. Вишневский и В. Шухмин. Балетмейстеры Ю. Скотт и Ю. Папко. Хормейстеры М. Внукова и С. Нечаев.                                                                             |
| 42а | 26 июня 1969                      | Фиалка Монмартра                                                     | Музыка И. Кальмана. Пьеса С. Болотина и Т. Сикорской. | Постановка Г. Ансимова. Режиссёр И. Барабашев. Дирижёр Л. Николаев. Художник С. Ахведиани. Художник по свету В. Шухмин. Балетмейстер О. Сурков. Хормейстер С. Нечаев. |
| 42  | 29 июля 1969                      | Не прячь улыбку (Кавказская племянница)                              | Музыка Р. Гаджиева. Пьеса В. Есьмана и К. Крикоряна. | Постановка Р. Султанова. Режиссёр А. Гедройц. Дирижёр Э. Абусалимов. Художник А. Кулиев. Художник по свету В. Шухмин. Балетмейстеры Р. Ахундова и М. Мамедов. |
| 43  | 16 марта 1970                     | Москва — Париж — Москва                                              | Музыка В. Мурадели. Пьеса В. Винникова и В. Крахта. | Постановка Г. Ансимова. Режиссёр И. Барабашев. Дирижёр Г. Черкасов. Художник О. Арутюнян. Художник по свету В. Шухмин. Балетмейстер О. Сурков. Хормейстеры М. Внукова и С. Нечаев. |
| 43  | 19 мая 1970                       | Нет меня счастливее                                                  | Музыка А. Эшпая. Пьеса Б. Рацера и В. Константинова. | Постановка Г. Ансимова. Режиссёр И. Барабашев. Дирижёр Э. Абусалимов. Художник О.Арутюнян. Художник по свету В. Шухмин. Балетмейстер Р. Цулукидзе. Хормейстер С. Нечаев. |
| 43  | 27 июня 1970                      | Севастопольский вальс (капитальное возобновление)                    | Музыка К. Листова. Пьеса Е. Гальпериной и Ю. Анненкова. | Постановка А. Закса. Режиссёр по возобновлению И. Барабашев. Дирижёр Э. Абусалимов. Художник Г. Кигель. Художник по свету В. Шухмин. Балетмейстер Б. Борисов. Хормейстер М. Внукова. |
| 44  | 27 декабря 1970                   | Не бей девчонок                                                      | Музыка С. Заславского. Пьеса Ф. Шапиро. Стихи М. Пляцковского.                                                                                             | Постановка И. Барабашева. Режиссёр А. Гедройц. Муз. руководитель и дирижёр Э. Абусалимов. Художник М. Соколова. Художник по свету В. Шухмин. Балетмейстер Р. Цулукидзе. Хормейстер С. Нечаев.                                                                                            |
| 44  | 22 марта 1971                     | Вольный ветер                                                        | Музыка И. Дунаевского. Инструментовка Е.Ботярова. Пьеса В. Винникова, В. Крахта и В. Типота. Авторизированная сценическая редакция В. Курочкина.           | Постановка В. Курочкина. Режиссёр А. Гедройц. Муз. руководитель и дирижёр Г. Черкасов. Художник Б. Мессерер. Художник по свуту В. Шухмин. Балетмейстер Р. Цулукидзе. Хормейстеры М. Внукова и С. Нечаев.                                                                                 |
| 44  | 12 июня 1971                      | Марица (капитальное возобновление)                                   | Музыка И. Кальмана. Пьеса Ю. Браммера и А. Грюнвальда. Русский текст К. Грекова. Стихи Д. Цензора.                                                         | Постановка Г. Ярона. Режиссёр по возобновлению И. Барабашев. Режиссёр А. Гедройц. Дирижёр Э. Абусалимов. Художник В. Ридман. Художник по свету В. Арзанов. Балетмейстер Б. Борисов. Хормейстер М. Внукова.                                                                               |
| 45  | 28 декабря 1971                   | Девичий переполох                                                    | Музыка Ю. Милютина. Инструментовка Е. Рохлина. Пьеса М. Гальперина и В. Типота.                                                                            | Постановка Г. Ансимова. Режиссёры И. Барабашев и Э. Корсаков. Дирижёр Э. Абусалимов. Художник М.Соколова. Художник по свету В. Шухмин. Балетмейстер Р.Цулукидзе. Хормейстеры М. Внукова и Е. Колганов.                                                                                   |
| 46  | 11 сентября 1972                  | Весна в Москве                                                       | Музыка Н. Богословского. Пьеса В. Гусева. Сценическая редакция и стихи В. Винникова.                                                                       | Постановка И. Барабашев. Дирижёр Э. Абусалимов. Художник М. Соколова. Художник по свету Л. Конобеевская. Балетмейстер Д. Плоткин. |
| 46  | 18 декабря 1972                   | Легенда в музыке                                                     | Музыка Р. Вальгре и Ю. Раудмяэ. Пьеса С. Ныммика, Э. Веттемаа, Ю. Раудмяэ. Русский текст Т. Коршиловой.                                                    | Постановка С.Ныммика. Режиссёр М. Рапопорт. Дирижёр В. Полянский. Художник Л. Рооза. Художник по свету Л. Конобеевская. Балетмейстер К. Саареке. Хормейстеры М. Внукова и Е. Колганов.                                                                                                   |
| 46  | 29 марта 1973                     | Золотые ключи                                                        | Музыка А. Зацепина. Пьеса А. Шайкевича, Н. Олева и А. Рохлина. Сценическая редакция К. Полякова.                                                           | Постановка Г. Ансимова. Режиссёр И. Барабашев. Дирижёр Э. Абусалимов. Художник П. Кириллов. Балетмейстер Д. Плоткин. Хормейстер Е. Колганов. |
| 47  | 5 декабря 1973                    | Песня для тебя                                                       | Музыка чешских и словацких композиторов. Либретто Ю.Айхенвальда.                                                                                           | Постановка Г. Ансимова. Режиссёры И. Барабашев, М. Рапопорт, Н. Пронин и Е. Кациров. Дирижёр Э.Абусаолимов. Художник П. Кириллов. Художник по свету Л. Конобеевская. Балетмейстер Ю. Взоров. Хормейстер Е. Колганов.                                                                     |
| 47  | 28 декабря 1973                   | Василий Тёркин                                                       | Музыка А. Новикова. Пьеса П.Градова (по мотивам А. Твардовского).                                                                                          | Постановка И. Туманова. Режиссёр Н. Пронин. Дирижёр Э. Абусалимов. Художники Б. и А.Кноблок. Художник по свету И. Вишневский. Балетмейстер М. Камалетдинов. Хормейстеры М. Внукова и Е. Колганов.                                                                                        |
| 47  | 31 марта 1974                     | «Мы начинаем в 22…» Вечерний концерт-обозрение.                      | Музыка советских и зарубежных композиторов. | Постановка режиссёра М. Рапопорта. Дирижёр Э. Абусалимов. Художник П. Кириллов. Балетмейстер Ю. Взоров. |
| 47  | 5 июня 1974                       | Я помню чудное мгновенье                                             | Музыка русских композиторов. Сценарий А. Локтева и Л. Палея.                                                                                               | Постановка режиссёра И. Барабашева. Дирижёр Э. Абусалимов. Художник П. Кириллов. Балетмейстер Д. Плоткин. |
| 48  | 24 августа 1974                   | Летучая мышь                                                         | Музыка И. Штрауса. Пьеса Н. Эрдмана (по мотивам пьесы А. Мельяка и Л. Галеви). Стихи М. Вольпина.                                                          | Постановка Г. Ансимова. Режиссёр И. Барабашев. Дирижёр Э. Абусалимов. Художник В. Левенталь Художник по свету Л. Конобеевская. Балетмейстер Ю. Взоров. Хормейстер Е. Колганов. |
| 48  | 5 мая 1975                        | Триумфальная арка                                                    | Музыка А. Флярковского. Инструментовка Е.Рохлина. Пьеса А.Локтева и Л.Палея.                                                                               | Постановка Г. Ансимова. Режиссёры М. Рапопорт, И. Барабашев, Т. Гаврилова. Дирижёр Э. Абусалимов. Художник В. Арефьев. Художник по свету Л. Конобеевская. Балетмейстер О. Сурков. Хормейстер А. Староторжский.                                                                           |
| 48  | 19 июня 1975                      | Свадьба Кречинского                                                  | Музыка А. Колкера. Либретто и стихи К. Рыжова (по мотивам пьесы А. Сухово-Кобылина).                                                                       | Постановка И. Барабашева. Дирижёр Э. Абусалимов. Художник П. Кириллов. Художник по свету Л. Конобеевская. Балетмейстер Д. Плоткин. Хормейстер А. Староторжский. |
| 48  | 19 июля 1975                      | Старая комедия                                                       | Музыка О. Фельцмана. Инструментовка О.Фельцмана и Я.Якушева. Либретто В.Полякова (по пьесе Б.Томаса «Тетка Чарлея»). Стихи Р.Рождественского.              | Постановка М. Рапопорта. Дирижёры Э. Абусалимов, В. Горелик и Ю. Яковлев. Художник А. Коженкова. Художник по свету Л. Конобеевская. Балетмейстер Л. Таубэ. |
| 49  | 17 февраля 1976                   | Пусть гитара играет                                                  | Музыка О. Фельцмана. Пьеса Е. Гальпериной и Ю.Анненкова.                                                                                                   | Постановка А. Закса. Муз. руководитель и дирижёр В. Горелик. Дирижёр В. Полянский. Художник П. Кириллов. Художники по свету В. Шухмин и Л. Конобеевская. Балетмейстер Л. Травинин. Хормейстер Ю. Радышкевич.                                                                             |
| 50  | 24 ноября 1976                    | Мама, я женюсь                                                       | Музыка Р. Гаджиева. Пьеса Е.Есьмана и К.Крикоряна. | Постановка А. Закса и Ф. Гаджиева. Дирижёры Э. Абусалимов и В. Полянский. Художник П. Кириллов. Художник по свету Л. Конобеевская. Балетмейстер О. Сурков. Хормейстер Ю. Радышкевич. |
| 50  | 23 марта 1977                     | Не прячь улыбку (Кавказская племянница)                              | Музыка Р. Гаджиева. Пьеса В.Есьмана и К.Крикоряна. | Постановка Ф.Султанова. Режиссёр М. Рапопорт. Дирижёры В. Полянский и Ю. Яковлев. Художники Т. Родионова и В.Шихарев. Художник по свету Л. Конобеевская. Балетмейстеры Р. Ахундова и М. Мамедов.                                                                                         |
| 50  | 5 мая 1977                        | Эспаньола                                                            | Музыка А. Кремера и А. Николаева. Либретто и стихи Ю.Ершова Ик. Филипповой (по мотивам комедий Лопе де Вега).                                              | Постановка Ю.Ершова. Муз. руководитель и дирижёр А.Кремер. Художник А.Тихомиров. Художник по свету Л. Конобеевская. Балетмейстер В.Гонсалес. Хормейстер Ю. Радышкевич. |
| 50  | 12 июня 1977                      | Марица (возобновление)                                               | Музыка И. Кальмана. Пьеса И. Браммера и А. Грюнвальда. Русский текст К. Грекова. Стихи Д. Цензора.                                                         | Постановка Г. Ярона. Режиссёр по возобновлению И. Барабашев. Режиссёр А. Гедройц. Дирижёр Э. Абусалимов. Художник В. Ридман. Художник по свету В. Арзанов. Балетмейстер Б. Борисов. Хормейстер М. Внукова.                                                                               |
| 51  | 30 сентября 1977                  | Товарищ Любовь                                                       | Музыка В. Ильина. Либретто и стихи Ю. Рыбчинского (по мотивам пьесы К. Тренёва «Любовь Яровая»).                                                           | Постановка Ю. Петрова. Режиссёры И. Барабашев и М. Рапопорт. Дирижёр В. Горелик. Художник Э. Стенберг. Художник по костюмам Ю. Волкова. Художник по свету Л. Конобеевская. Хормейстеры Ю. Радышкевич и В. Волкова.                                                                       |
| 51  | 23 апреля 1978                    | Хоттабыч                                                             | Музыка Г. Гладкова. Пьеса Л. Лагина и Ю. Энтина. | Постановка М. Рапопорта. Дирижёры Э. Абусалимов и Ю. Яковлев. Художник А. Коженкова. Художник по свету Л. Конобеевская. Балетмейстер Е. Чанга. Хормейстер В. Волкова. |
| 52  | 28 октября 1978                   | Неистовый гасконец                                                   | Музыка К. Караева. Пьеса П. Градова (по мотивам произведений Э. Ростана).                                                                                  | Постановка И. Барабашева. Дирижёр Б. Диев. Художник П. Кириллов. Художник по костюмам Ю. Волкова. Художник по свету Л. Конобеевская. Балетмейстер О. Сурков. Хормейстеры В. Волкова и Ю. Радышкевич.                                                                                     |
| 52  | 15 января 1979                    | Жужа из Будапешта                                                    | Музыка А. Журбина. Пьеса Л. Жуховицкого. Стихи Р. Рождественского.                                                                                         | Постановка Ю. Петрова. Режиссёр М. Бурцев. Дирижёр Э. Абусалимов. Художник П. Кириллов. Художник по костюмам Ю. Волкова. Художник по свету Л. Конобеевская. Балетмейстер О. Сурков. Хормейстер В. Волкова.                                                                               |
| 53  | 27 сентября 1979                  | Весёлая вдова (капитальное возобновление)                            | Музыка Ф. Легара. Пьеса В. Масса и М. Червинского (по мотивам В. Леона и Л. Штейна).                                                                       | Постановка Е. Канделаки. Режиссёр по возобновлению М. Рапопорт. Дирижёр В. Горелик. Художник П. Кириллов. Художник по костюмам Ю. Волкова. Художник по свету Л. Конобеевская. Балетмейстер Д. Брянцев. Хормейстеры В. Волкова и Ю. Радышкевич.                                           |
| 53  | 24 декабря 1979                   | Обещания, обещания…                                                  | Музыка Б. Бакарака. Либретто К. Саймона (по мотивам кинофильма «Квартира»). Стихи Х. Дейвида. Перевод П. Мелковой.                                         | Постановка Ю. Петрова. Режиссёры И. Барабашев и М. Бурцев. Дирижёр В. Горелик. Художник М. Мукосеева. Художник по свету Л. Конобеевская. Хормейстеры В. Волкова и Ю. Радышкевич. |
|     | 1980                              | Ребята нашего двора Одноактный балет для детей                       | Музыка Т. Хренникова. Муз. редакция Т. Виноградовой. Либретто Н. Касаткиной и В. Василёва.                                                                 | Постановка балетмейстеров Н. Конюс и А. Борзова. Дирижёр Ю. Яковлев. Художник Н. Хренникова. Художник по свету Л. Конобеевская. |
| 53  | 24 марта 1980                     | Приключения Пиноккио                                                 | Музыка А. Касагранде. Либретто Т. Виноградовой и Н. Конюс (по сказке К. Коллоди).                                                                          | Постановка балетмейстеров Н. Конюс и А. Борзова. Дирижёры П. Сальников и Ю. Яковлев. Художник Н. Хренникова. Художник по свету Л. Конобеевская. |
| 53  | 4 мая 1980                        | «Эх, дороги…»                                                        | Музыка К. Листова, А. Новикова, О. Фельцмана и А. Флярковского. Сценарий П. Градова.                                                                       | Постановка М. Рапопорта. Художник П. Кириллов. Художник по свету Л. Конобеевская. Балетмейстер О. Сурков. Хормейстер Ю. Радышкевич. |
| 54  | 31 октября 1980                   | Пенелопа                                                             | Музыка А. Журбина. Пьеса Б. Рацера и В. Константинова. | Постановка Ю. Петрова. Режиссёр В. Николаев. Дирижёр Э. Абусалимов. Художник П. Кириллов. Художник по костюмам Ю. Волкова. Художник по свету Л. Конобеевская. Балетмейстер Л. Гафт. Хормейстер Ю. Радышкевич.                                                                            |
| 54  | 16 февраля 1981                   | Кадриль                                                              | Музыка В. Гроховского. Пьеса А. Софронова. | Постановка Ю. Петрова. Режиссёры И. Барабашев, М. Бурцев и М. Рапопорт. Дирижёр Б. Диев. Художник П. Кириллов. Художник по костюмам Ю. Волкова. Художник по свету Л. Конобеевская. Балетмейстер А. Борзов. Хормейстер Ю. Радышкевич.                                                     |
| 55  | 2 октября 1981                    | Господа артисты                                                      | Музыка М. Зива. Пьеса Е. и Д. Шатуновских. | Постановка И. Барабашева. Дирижёр Э. Абусалимов. Художник П. Кириллов. Художник по костюмам Ю. Волкова. Художник по свету Л. Конобеевская. Балетмейстер Д. Плоткин. Хормейстер Ю. Радышкевич.                                                                                            |
| 55  | 3 июня 1982                       | Королева чардаша                                                     | Музыка И. Кальмана. Пьеса И. Беккефи и Д. Келлера. Перевод Ю. Шишмонина. Стихи В. Михайлова и Д. Толмачева.                                                | Постановка Ю. Петрова. Режиссёр М. Бурцев. Дирижёр В. Горелик. Художник Э. Стенберг. Балетмейстер Б. Борисов. Художник по костюмам Н. Поваго. Художник по свету Л. Конобеевская. Хормейстер Ю. Радышкевич.                                                                               |
| 56  | 23 октября 1982                   | Перекрёсток                                                          | Музыка Р. Гаджиева. Пьеса В. Есьмана и К. Крикоряна. | Постановка З. и Ф. Гаджиевых. Режиссёр В. Николаев. Дирижёр Э. Абусалимов. Художник Ф. Кафаров. Художник по свету Л. Конобеевская. Балетмейстер Т. Саркисян. Хормейстер Ю. Радышкевич.                                                                                                   |
| 56  | 28 октября 1982                   | Вечерние посетители, или Завещание маэстро                           | Музыка И. Кальмана. Сценарий и диалоги Д. Аркадьева. | Постановка Ю. Петрова. Режиссёр М. Бурцев. Дирижёры В. Горелик и П. Сальников. Художник Э. Стенберг. Художник по костюмам Н. Поваго. Художник по свету Л. Конобеевская. Балетмейстер Б. Борисов. Хормейстер Ю. Радышкевич.                                                               |
| 56  | 22 марта 1983                     | Свадьба с генералом                                                  | Музыка Е. Птичкина. Пьеса К. Рыжова (по мотивам сцены «Свадьба» и других произведений А. Чехова).                                                          | Постановка М. Рапопорта. Режиссёр В. Николаев. Дирижёры П. Сальников и Ю. Яковлев. Художник З. Змойро. Художник по свету Л. Конобеевская. Балетмейстер П. Гродницкий. Хормейстер Ю. Радышкевич.                                                                                          |
| 56  | 8 апреля 1983                     | Оперетта… Оперетта…                                                  | Музыка И. Кальмана, Т. Хренникова, Ю. Милютина, Ф. Легара и др.                                                                                            | Постановка И. Барабашева. Дирижёр Э. Абусалимов. Художник П. Кириллов. Художник по свету Л. Конобеевская. Балетмейстеры Г. Бовт и Б. Борисов. Хормейстер Ю. Радышкевич. |
| 57  | 4 ноября 1983                     | «Мы начинаем в 22…» Вечерний концерт-обозрение.                      | Музыка советских и зарубежных композиторов. | Постановка И. Барабашева. Дирижёр Э. Абусалимов. Художник по свету Л. Конобеевская. Балетмейстер Г. Бовт. Хормейстер Ю. Радышкевич. |
| 57  | 27 декабря 1983                   | Прекрасная Галатея                                                   | Музыка Ф. Зуппе. Либретто А. Меньшикова. | Постановка М. Рапопорта. Дирижёр В. Горелик. Художник П. Кириллов. Художник по костюмам А. Коженкова. Художник по свету Л. Конобеевская. Балетмейстер С.Станов. Хормейстер Ю. Радышкевич.                                                                                                |
| 57  | 22 марта 1984                     | Сочинение на тему о любви                                            | Музыка В. Ильина. Либретто Ю. Рыбчинского. | Постановка Ю. Петров. Режиссёр М. Бурцев. Дирижёр П. Сальников. Художник П. Кириллов. Художник по свету Л. Конобеевская. Балетмейстер М. Кисляров. Хормейстер Ю. Радышкевич. |
| 58  | 18 сентября 1984                  | Да здравствует вальс!                                                | Музыка И. Штрауса. Либретто и стихи А. Меньшикова и Б. Салибова.                                                                                           | Постановка М. Рапопорта. Дирижёр В. Горелик. Художник П. Кириллов. Художник по свету Л. Конобеевская. Балетмейстер А. Якубов. Хормейстер Ю. Радышкевич. |
| 58  | 28 октября 1984                   | Семеро солдатиков Музыкальная сказка в 2-х действиях                 | Музыка М. Зива. Пьева Ю. Яковлева. | Постановка А. Валенского. Дирижёр Ю. Яковлев. Художник П. Кириллов. Художник по костюмам Ю. Волкова. Художник по свету Л. Конобеевская. Балетмейстер Б. Барановский. Хормейстеры Ю. Радышкевич и А. Геворкян.                                                                            |
| 58  | 11 января 1985                    | Катрин                                                               | Музыка А. Кремера. Пьеса и стихи И. Прута и А. Дмоховского.                                                                                                | Постановка Е. Радомысленского. Дирижёр Э. Абусалимов. Художник С.Бархин. Художник по костюмам Ю. Волкова. Художник по свету Л. Конобеевская. Балетмейстер И. Гафт. Хормейстер Ю. Радышкевич.                                                                                             |
| 58  | 11 апреля 1985                    | Севастопольский вальс                                                | Музыка К. Листова. Пьеса Е. Гальпериной и Ю. Анненкова. | Постановка А. Смелякова. Дирижёр П. Сальников. Художник М. Ивницкий. Художник по свету Л. Конобеевская. Балетмейстер Б. Барановский. Хормейстер Ю. Радышкевич. |
| 58  | 5 мая 1985                        | Песня молодости нашей                                                | Музыка отечественных и зарубежных композиторов. Либретто Н. Коршилова.                                                                                     | Постановка И. Барабашева. Дирижёр Э. Абусалимов. Художник П. Кириллов. Художник по свету Л. Конобеевская. Балетмейстер Д. Плоткин. Хормейстеры Ю. Радышкевич и А. Геворкян. |
| 59  | 1 ноября 1985                     | Настасья                                                             | Музыка А. Кулыгина. Пьеса Е. и Д. Шатуновских. | Постановка И. Барабашева. Дирижёр П. Сальников. Художник П. Кириллов. Художник по костюмам Ю. Волкова. Художник по свету Л. Конобеевская. Балетмейстер Л. Дмитриева. Хормейстер Ю. Радышкевич.                                                                                           |
| 59  | 22 января 1986                    | Граф Люксембург                                                      | Музыка Ф. Легара. Пьеса Д. Иванова и Т. Трифонова. | Постановка В. Вейта ( ГДР). · Дирижёр Э. Абусалимов. · Художник В. Шульц ( ГДР). · Художник по свету Л. Конобеевская. · Балетмейстер Л. Ханфф ( ГДР). · Хормейстер Ю. Радышкевич. |
| 59  | 4 мая 1986                        | Касатка                                                              | Музыка В. Чернышёва. Либретто В. Иванова. Стихи Л. Дымовой (по мотивам комедии А. Толстого).                                                               | Постановка В. Богачева. Дирижёр Э. Абусалимов. Художник В. Вольский. Художник по костюмам Р. Вольский. Художник по свету Л. Конобеевская. Балетмейстер Б. Барановский. Хормейстер Ю. Радышкевич.                                                                                         |
| 59? | 17 августа 1986                   | Старая комедия (возобновление)                                       | Музыка и инструментовка О. Фельцмана. Либретто В. Полякова (по пьесе Б. Томаса «Четка Чарлея»). Стихи Р. Рождественского.                                  | Постановка М. Рапопорта. Режиссёр по возобновлению В. Шляхтов. Дирижёры Ю. Яковлев, Э. Абусалимов и В. Горелик. Художник А. Коженкова. Балетмейстер Л. Таубэ. |
| 59? | 23 августа 1986                   | Миллионерша                                                          | Музыка Е. Глебова. Либретто и стихи О. Ивановой (по мотивам комедии Б. Шоу).                                                                               | Постановка О. Ивановой. Режиссёр М. Бурцев. Дирижёр В. Горелик. Художник С. Бархин. Художник по костюмам Т. Бархина. Художник по свету Л. Конобеевская. Балетмейстер Е. Ключарева. |
| 60  | 5 октября 1986                    | Старые дома                                                          | Музыка О. Фельцмана. Пьеса Г. Голубенко, Л. Сущенко и В. Хаита. Стихи Р. Рождественского.                                                                  | Постановка И. Барабашева. Дирижёр Э. Абусалимов. Художник Н. Хренникова. Художник по свету Л. Конобеевская. Балетмейстер Л. Дмитриева. Хормейстер Ю. Радышкевич. |
| 60  | 6 февраля 1987                    | Великая герцогиня Герольштейнская                                    | Музыка Ж. Оффенбаха. Пьеса Г. Голубенко и Л. Сущенко. Стихи В. Хаита.                                                                                      | Постановка В. Курочкина. Режиссёр С. Горбунов. Дирижёр Э. Абусалимов. Художники И. Нежный и Т. Тулубьева. Художник по свету Л. Конобеевская. Балетмейстер Б. Барановский. Хормейстер Ю. Радышкевич.                                                                                      |
| 60  | 11 мая 1987                       | Скрипач на крыше                                                     | Музыка Д. Бока. Пьеса Д. Стайна в переводе П. Мелковой. | Постановка В. Курочкина. · Режиссёр С. Горбунов. · Дирижёр В. Горелик. · Художник М. Станчак ( ПНР). · Художник по свету Л. Конобеевская. · Балетмейстер К. Грушкувна ( ПНР). · Хормейстер Ю. Радышкевич.                                                                                |
| 61  | 2 октября 1987                    | Подающие надежду                                                     | Музыка В. Бибергана. Либретто Ю. Димитрина (по мотивам пьесы В. Черных и М. Захарова «Проводим Эксперимент», 1984).                                        | Постановка В. Курочкина. Режиссёр С. Горбунов. Дирижёр Э. Абусалимов. Художник П. Кириллов. Художник по свету Л. Конобеевская. Балетмейстер Б. Барановский. Хормейстер Ю. Радышкевич. |
| 61  | 5 декабря 1987                    | 1000 тактов балета                                                   | Музыка отечественных и зарубежных композиторов. Либретто Б. Барановского и Г. Рамишвили.                                                                   | Постановка балетмейстера Б. Барановского. Дирижёр П. Сальников. Художник Г. Маркелова. Художник по свету Л. Конобеевская. |
| 62  | 1 июня 1989                       | Проходимец Кири-Куки                                                 | Музыка Ю. Тугаринова. Либретто Г. Дидвига. Стихи Н. Грачевой.                                                                                              | Постановка Ю. Мочалова. Режиссёр И. Лобанов. Муз. руководитель и дирижёр П. Сальников. Художник В. Жуйко. Балетмейстер Б. Барановский. |
| 62  | 7 июля 1989                       | Только не это, сеньор Хуан!                                          | Музыка О. Анофриева и Н. Друженкова. Либретто и стихи О. Анофриева (по пьесе Л. Жуховицкого «Последняя женщина сеньора Хуана»).                            | Постановка О. Анофриева. Дирижёр В. Горелик. Художник П. Кириллов. Художник по костюмам В. Комолова. Художник по свету Л. Конобеевская. Балетмейстер А. Кузьмичева. Постановщик боев Н. Остапов.                                                                                         |
| 63  | 24 января 1990                    | Принцесса цирка                                                      | Музыка И. Кальмана. Пьеса Г. Ярона. Новая сценическая редакция И. Гулиевой. Стихи И. Петровой.                                                             | Постановка В. Богачева. Муз. руководитель и дирижёр Э. Абусалимов. Художник И. Нежный. Художник по костюмам Т. Тулубьева. Балетмейстер В. Харченко. Хормейстер Ю. Радышкевич. |
| 64  | 30 августа 1990                   | Клоп, или позабудь про камин!                                        | Музыка Д. Шостаковича. Муз. редакция Л. Десятникова. Либретто Ю. Борисова (по мотивам произведения В. Маяковского).                                        | Постановка Ю. Борисов. Муз. руководитель и дирижёр П. Сальников. Бамейстер Б. Барановский. Художник А. Боровский. Художник по костюмам О. Ярмольник. Художник по свету Л. Конобеевская. Хормейстер Ю. Радышкевич.                                                                        |
| 64  | 14 апреля 1991                    | Здравствуй, папочка! Детский мюзикл в 2-х действиях                  | Музыка В. Улановского. Либретто В. Орлова. | Постановка С. Горбунова. Муз. руководитель и дирижёр Ю. Яковлев. Художник Т. Спасоломская. Балетмейстер Е. Ключарева. Хормейстер Ю. Радышкевич. |
| 64  | 30 мая 1991                       | Джулия Ламберт                                                       | Музыка А. Кремера. Либретто и стихи В. Зеликовского (по мотивам С. Моэма).                                                                                 | Постановка Е. Радомысленского. Режиссёр Н. Карцева. Дирижер Э. Абусалимов. Художник Б. Бланк. Художник по костюмам Л. Гаинцева. Балетмейстер Ю. Взоров. Хормейстер Ю. Радышкевич. |
| 65  | 26 марта 1992                     | Сокровища капитана Флинта                                            | Музыка Б. Савельева. Либретто Д. Иванова и В. Трифонова.                                                                                                   | Постановка В. Богачева. Режиссёр Н. Карцева. Дирижёр П. Сальников. Художник П. Кириллов. Художник по свету Л. Конобеевская. Балетмейстер Б. Барановский. |
| 66  | 15 февраля 1993                   | Примадонна                                                           | Музыка Ж. Оффенбаха. Пьеса И. Гулиевой. | Постановка Д. Плоткина. Режиссёр И. Гулиева. Дирижёр П. Горбунов. Художник В. Арефьев. Художник по свету Л. Конобеевская. Балетмейстер Д. Плоткин. Хормейстер Ю. Радышкевич. |
| 67  | 21 ноября 1993                    | Женихи                                                               | Музыка И. Дунаевского. Пьеса Н. Адуева и С. Антимонова. | Постановка В. Николаева. Дирижёр П. Сальников. Художник П. Кириллов. Художник по костюмам М. Зотова. Художник по свету Л. Конобеевская. Балетмейстер Т. Константинова. Хормейстер Ю. Радышкевич.                                                                                         |
| 68  | 9 декабря 1994                    | Женщина и мужчины                                                    | Музыка отечественных и зарубежных композиторов в аранжировке Э. Абусалимова. Либретто И. Гулиевой.                                                         | Постановка И. Гулиевой. Муз. руководитель и дирижёр Э. Абусалимов. Художник В. Арефьев. Художник по свету Л. Конобеевская. Балетмейстер Б. Барановский. Хормейстер Ю. Радышкевич. |
| 69  | 23 ноября 1995                    | Такси в Атлантик-Сити (первоначально под названием «Сибирские янки») | Музыка Ю. Взорова. Аранжировка Э. Абусалимова. Либретто А. Хоука. Авторизованный перевод Э. Ливнева.                                                       | Постановка Э. Ливнева. Режиссёр Н. Карцева. Муз. руководитель и дирижёр Э. Абусалимов. Балетмейстер-постановщик Б. Барановский. Художник Б. Краснов. Художник по костюмам К. Шимановская. Художники по свету Д. Исмагилов и Л. Конобеевская. Хормейстер П. Сучков.                       |
| 69  | 23 марта 1996                     | Джентльмен удачи                                                     | Музыка отечественных и зарубежных композиторов в аранжировке Э. Абусалимова. Либретто И. Гулиевой.                                                         | Постановка И. Гулиевой. Муз. руководитель и дирижёр Э. Абусалимов. Художник В. Арефьев. Художник по свету Л. Конобеевская. Балетмейстер Б. Барановский. Хормейстер П. Сучков. |
| 70  | 1 ноября 1996                     | Римская идиллия                                                      | Музыка Р. Рашела и других композиторов в аранжировке П. Сальникова. Пьеса П. Гаринеи и С. Джованини. Авторизованный перевод Т. Скуй. Стихи Ю. Разореновой. | Постановка В. Николаева. Муз. руководитель и дирижёр П. Сальников. Балетмейстер Т. Константинова. Художник В. Арефьев. Хормейстер П. Сучков. |
| 70  | 30 мая 1997                       | Весёлая вдова                                                        | Музыка Ф. Легара. Аранжировка Э. Абусалимова. Либретто и стихи И. Барабашева и Д. Шатуновского.                                                            | Постановка И. Барабашева. Муз. руководитель и дирижёр Э. Абусалимов. Художник В. Арефьев. Художник по свету Л. Конобеевская. Балетмейстер Б. Барановский. Хормейстер П. Сучков. |
| 71  | 31 декабря 1997                   | Мирандолина                                                          | Музыка В. Сидорова. Аранжировка П. Сальникова. Пьеса К. Гольдони. Стихи Б. Юдина.                                                                          | Постановка В. Николаева. Муз. руководитель и дирижёр П. Сальников. Художник Л. Подосенов. удожник по костюмам Е. Шульц. Художник по свету Л. Конобеевская. Балетмейстер Т. Константинова.                                                                                                |
| 71  | 6 марта 1998                      | Холопка                                                              | Музыка Н. Стрельникова. Аранжировка П. Сальникова. Пьеса Е. Геркена.                                                                                       | Постановка К. Стрежнева. Муз. руководитель и дирижёр П. Сальников. Художник В. Арефьев. Художник по костюмам С. Логофет. Художник по свету Л. Конобеевская. Балетмейстер Б. Барановский. Хормейстер П. Сучков.                                                                           |
| 72  | 20 марта 1999                     | Джейн                                                                | Музыка А. Кремера. Либретто В. Зеликовского (по мотивам новеллы С. Моэма).                                                                                 | Постановка С. Кутасова. Режиссёр В. Шляхтов. Муз. руководитель А. Кремер. Дирижёр Э. Абусалимов. Художник Н. Архипов. Художники по костюмам В. Архипов и А. Степанычев. Художник по свету Л. Конобеевская. Балетмейстер А. Молостов. Хормейстер П. Сучков.                               |
| 73  | 22 октября 1999                   | Метро                                                                | Музыка Я. Стоклосы. Либретто А. и М. Миклашевских. Русская версия Ю. Ряшенцева и Г. Полиди.                                                                | Режиссёр-постановщик и хореограф Я. Юзефович ( Польша). · Режиссёр Д. Белов. · Муз. руководитель Я. Стоклоса ( Польша). · Дирижёры А. Масалёв, А. Ходорченков. · Художник-сценограф Я. Сосновский. · Художник по костюмам М. Долидзе.                                                    |
| 73  | 22 апреля 2000                    | Марица                                                               | Музыка И. Кальмана. Либретто К. Грекова и Г. Ярона. Стихи Д. Цензора.                                                                                      | Постановка В. Богачева. Режиссёр Н. Карцева. Муз. руководитель и дирижёр П. Сальников. Балетмейстер Б. Барановский. Художник В. Арефьев. Художник по свету Л. Конобеевская. Хормейстер П. Сучков.                                                                                        |
| 74  | 24 ноября 2000                    | Прощай, Эдвин?                                                       | Музыка И. Кальмана. Либретто Ж. Жердер. | Постановка Д. Плоткина. Муз. руководитель и дирижёр П. Сальников. Дирижёр А. Масалёв. Художник В. Архипов. Художник по свету В. Амелин. Хормейстер П. Сучков. |
| 74  | 28 мая 2001                       | Греховодникъ                                                         | Музыка А. Чайковского. Аранжировка А. Ходорченкова. Либретто и стихи Д. Шатуновского (по мотивам «Горячего сердца» и других пьес А. Островского).          | Постановка С. Кутасова. Режиссёр В. Шляхтов. Дирижёр А. Ходорченков. Художник В. Арефьев. Балетмейстер Б. Барановский. Хормейстер П. Сучков. |
| 75  | 24 ноября 2001                    | Большой канкан                                                       | Музыка отечественных и зарубежных композиторов в аранжировке П. Сальникова. Либретто Н. Коршилова.                                                         | Режиссёр М. Бурцев. Муз. руководитель и дирижёр П. Сальников. Балетмейстер Б. Барановский. Художник В. Арефьев. Хормейстер П. Сучков. |
| 75  | 16 марта 2002                     | Большой кордебалет                                                   | Музыка отечественных и зарубежных композиторов в аранжировке П. Сальникова. Либретто И. Гулиевой.                                                          | Режиссёр М. Бурцев. Муз. руководитель и дирижёр П. Сальников. Балетмейстер Б. Барановский. Художник В. Арефьев. Хормейстер П. Сучков. |
| 75  | 21 мая 2002                       | Нотр-Дам де Пари (Notre Dame de Paris)                               | Музыка Р. Коччанте. Либретто Л. Пламондона. Русская версия Ю. Кима.                                                                                        | Постановка Ж. Майю. Режиссёр У. Фоукс. Балетмейстер М. Мюллер. Художник К. Ратц. Художник по костюмам Ф. Сатал. Художник по свету А. Лорти. |
| 76  | 7 декабря 2002                    | Фиалка Монмартра                                                     | Музыка И. Кальмана. Муз. редакция и аранжировка А. Семёнова. Либретто А. Горбаня и В. Стольникова. Стихи Р. Симонова.                                      | Постановка А. Горбаня. Режиссёры М. Бурцев и А. Глухова (Чевик). Муз. руководитель А. Семёнов. Дирижёры К. Жарко и А. Ходорченков. Художник Б. Валуев. Художник по костюмам С. Синицина. Художники по свету Ю. Красильников и А. Романов. Балетмейстер С. Зарубин. Хормейстер П. Сучков. |
| 77  | 21 февраля 2004                   | Сильва                                                               | Музыка И. Кальмана. Либретто И. Гулиевой. | Постановка И. Гулиевой. Муз. руководитель и дирижёр А. Ходорченков. Художник В. Арефьев. Художник по костюмам О. Поликарпова. Художник по свету С. Мартынов. Балетмейстер Б. Барановский. Хормейстер П. Сучков.                                                                          |
| 77  | 20 мая 2004                       | Ромео и Джульетта                                                    | Музыка и либретто Ж. Пресгурвика. Русский текст Н. Олева.                                                                                                  | Постановка Р. Бентэфор. Режиссёр Д. Белов. Художник Доминик Лебуж. Художник по костюмам Д. Борг. Художник по свету Барт де Кожель. Концепция звукового оформления Ф. Пармантье. |
| 78  | 29 апреля 2005                    | Моя прекрасная леди                                                  | Музыка Ф. Лоу. Пьеса А. Лернера (по мотивам пьесы Б. Шоу). Перевод В. Луи, Р. Сефаи, Г. Алперса. Стихи Р. Сефа. Сценическая редакция В. Стольникова.       | Постановка А. Горбаня. Режиссёр А. Чевик. Муз. руководитель и дирижёр А. Ходорченков. Художник А. Исаенко. Художник по костюмам С. Синицына. Художник по свету Д. Исмагилов. Балетмейстер С. Зарубин. Хормейстер П. Сучков.                                                              |
| 79  | 17 декабря 2005                   | Маугли Фэнтези-мюзикл в 2-х действиях                                | Музыка и либретто В. Сташинского (по мотивам Р. Киплинга).                                                                                                 | Постановка А. Чевик. Муз. руководитель В. Сташинский. Художник В. Арефьев. Художник по костюмам В. Комолова. Художник по гриму А. Дрыкин. Художник по свету А. Кузнецов. Балетмейстер Б. Барановский. Хормейстер П. Сучков.                                                              |
| 80  | 9 сентября 2006                   | Парижская жизнь                                                      | Музыка Ж. Оффенбаха. Либретто М. Борисова и В. Старчевского. Стихи В. Старчевского.                                                                        | Постановка М. Борисова. Муз. руководитель и дирижёр А. Ходорченков. Дирижёр А. Масалёв. Художник В. Архипов. Художник по костюмам Ф. Архипов. Художник по свету А. Кузнецов. Балетмейстер Б. Барановский. Хормейстер П. Сучков                                                           |
| 80  | 24 марта 2007                     | Золушка                                                              | Музыка А. Семёнова. Либретто Ж. Жердер (по киносценарию Е. Шварца). Стихи Е. Шварца и Ж. Жердер.                                                           | Постановка Ж. Жердер. Муз. руководитель и дирижёр А. Семёнов. Художник Г. Маркеллова. Художник по костюмам Е. Чепелева. Балетмейстер С. Зарубин. Хормейстер П. Сучков |
| 81  | 8 декабря 2007                    | Рикошет                                                              | Музыка А. Маркелова. Пьеса Ф. Вебера. Стихи А. Маркелова.                                                                                                  | Постановка А. Чевик. Художник М. Рыбасова. Художник по свету А. Кузнецов. Балетмейстер И. Корнеева. |
| 81  | 6 июля 2008                       | Мистер Икс                                                           | Музыка И. Кальмана. Пьеса Г. Ярона и И. Гулиевой. Стихи И. Петровой.                                                                                       | Постановка И. Гулиевой. Муз. руководитель и дирижёр А. Ходорченков. Художники И. Нежный и Т. Тулубьева. Художник по свету Г. Алексеев. Балетмейстер Б. Барановский. Хормейстер П. Сучков.                                                                                                |
| 82  | 1 октября 2008                    | Монте-Кристо                                                         | Музыка Р. Игнатьева. Либретто Ю. Кима (по роману А. Дюма «Граф Монте-Кристо»).                                                                             | Постановка А. Чевик. Художник В. Окунев. Художник по свету Г. Фильштинский. Художник по гриму и парикам А. Дрыкин. Балетмейстер И. Корнеева. Постановщик трюков паркура О. Краснянский.                                                                                                  |
| 83  | 31 октября 2009                   | Хелло, Долли!                                                        | Музыка Д. Хермана. Либретто Т. Уайлдера, Д. Хермана и М. Стюарта. Перевод с английского П. Мелковой.                                                       | Постановка С. Голомазова. Режиссёр Т. Константинова. Муз. руководитель и дирижёр А. Масалёв. Дирижёр К. Жарко. Художник В. Арефьев. Художники по свету Д. Исмагилов и Д. Будкин. Балетмейстер Б. Барановский. Хормейстер П. Сучков.                                                      |